# موزيو ماتي
موزيو ماثي هو أحد النبلاء الإيطاليين في أسرة ماثي. ساعد ماتي في الصعود إلى الصدارة من خلال دعم المبادرات السياسية والثقافية للبابا والكنيسة في روما[بحاجة لمصدر] وتوفى في عام 1596م.

## نشاءته
كان ماثي وعائلته من الروم الكاثوليك ولكنهم عاشوا في الجزء من روما الذي أصبح الغيتو الروماني؛ الجزء من المدينة الذي كان يؤوي السكان اليهود الرومان. عندما قرر البابا بولس الرابع بناء جدار حول حي اليهود في عام 1555 وسجن السكان اليهود، تم إعطاء ماثي مفتاحًا للبوابة.

## نافورة السلحفاة[1]
بين عامي 1580 و 1585، كلف ماثي بإحدى أشهر النوافير في روما؛ ال Fontana delle Tartarughe (نافورة السلحفاة) أمام مقر إقامته. في المخطط الأصلي لعام 1570، كان من المقرر وضع نافورة جديدة بالقرب من مسرح مارسيلوس في ساحة جوديا، موقع السوق في الحي اليهودي. تم تعيين ماثي في اللجنة التي ستختار الموقع، ولكن على الرغم من ذلك استخدم نفوذه وأمواله لتغيير موقع النافورة إلى ساحة ماثي الصغيرة، في المبنى الذي يعيش فيه أفراد عائلته. عرض ماثي أيضًا أن يدفع مقابل رصف الساحة بشكل صحيح لضمان حماية النافورة بشكل جيد.
تشير أسطورة رومانية شهيرة إلى أن ماثي، الذي دمرته لعبة القمار، أمر ببناء النافورة بين عشية وضحاها من أجل إثارة إعجاب الأب الثري لامرأة كان يرغب في الزواج منها. في صباح اليوم التالي، فتح نافذة قصره وأظهر النافورة لوالد زوجته في المستقبل. الأب، الذي تأثر بشكل مباشر، حيث انه سمح للزواج بالاستمرار، وتذكر ماثي الحدث، حيث أغلقت النافذة المطلة على النافورة. نافذة مغلقة بالطوب لا تزال تطل على النافورة.

## أعماله
يبدو أن ماثي قد لعب دورًا كممول أو «مدير مشروع» لعدد من المشاريع التي كلف بها البابا سيكستوس الرابع. ماثي كان مسؤولاً عن تنفيذ أوامر سيكستوس فيما يتعلق ببناء نوافير روما الأربعة[بحاجة لمصدر]. في 23 مايو 1589، أصدر سيكستوس الرابع الأمر التالي: كافاليير دومينيكو فونتانا، سوف ترسل إلى ماثى أو إلى شخص آخر حيث سيوجه خمس قطع من بيبرينو من تلك التي تم إحضارها من Settizonio، والتي نقدمها له لاستخدامها في نوافير في Strada Felice و Strada Pia على الرغم من أن دوره غير واضح، إلا أنه كان مسؤولاً أيضًا عن جزء من التخطيط أو الإشراف على البناء في قصر ألباني ديل دراجو في كويرينال هيل.